# Casa Josep Carreras Bartrolí
La Casa Josep Carreras Bartrolí és una obra noucentista de Capellades (Anoia) inclosa a l'Inventari del Patrimoni Arquitectònic de Catalunya.

## Descripció
Casa de dos pisos que presenta acabament, en part, amb terrat. A la planta baixa hi ha la porta d'accés i el garatge que conserven vitralls a la part superior, d'estil decó. Al primer pis hi ha 2 balcons i al segon pis una finestra i un balcó. L'acabament de la façana és diferent a cada costat: a una banda presenta una barana de balustres i a l'altre un acabament ondulat amb boles a cada costat (a la barana també hi ha dues jardineres!) i amb un òcul sota la part central.